# HD 102195 b
Lete, denominato HD 102195 b nella notazione del catalogo Henry Draper, è un gioviano caldo in orbita attorno alla nana arancione Flegetonte, a circa 95 anni luce dal sistema solare, nella costellazione della Vergine.
È stato scoperto nel 2005, con il metodo delle velocità radiali grazie ad osservazioni condotte con lo strumento Exoplanet Tracker, montato sulla torre Coudé e sull'adiacente telescopio da 2,1 m dell'osservatorio di Kitt Peak.

## Denominazione
I pianeti extrasolari vengono solitamente designati estendendo con una lettera latina minuscola la denominazione della stella cui orbitano attorno. Al primo pianeta scoperto viene assegnata la lettera "b". Lete in quanto primo, e al 2020 unico, pianeta scoperto attorno alla stella Flegetonte, è designato ufficialmente come HD 102195 b. Talvolta viene adottata anche una designazione alternativa, che riporta il nome del progetto di ricerca che ha condotto alla scoperta. Secondo tale uso, Lete è stato indicato anche come ET-1.
Con l'intenzione di avvicinare gli appassionati di astronomia allo studio dei pianeti extrasolare, l'Unione Astronomica Internazionale ha indetto nel luglio del 2014 il concorso pubblico NameExoWorlds per assegnare dei nomi propri ad alcuni esopianeti ed alle loro stelle. La procedura ha previsto che partecipanti appartenenti ad associazioni astronomiche potessero proporre delle denominazioni, che successivamente sono state sottoposte a votazione aperta a chiunque volesse partecipare. Visto il successo dell'iniziativa, l'IAU l'ha ripetuta nel 2019, con alcune importanti modifiche. A ciascuna nazione è stato assegnato il diritto di suggerire il nome per una coppia composta da una stella e dal suo pianeta. Quale oggetto della competizione sono state scelte stelle che non fossero visibili ad occhio nudo, ma relativamente vicine alla Terra.
La coppia costituita da HD 102195 e dal suo pianeta è stata assegnata all'Italia. Tra le molte proposte ricevute, è risultata vincente quella avanzata dallo studente Elia Ceci che ha suggerito Flegetonte per la stella e Lete per il pianeta. Secondo la mitologia greca, il Flegetonte e il Lete sono due fiumi che scorrono nell'Ade, richiamati da Dante nella Divina Commedia. Il primo è un fiume di fuoco, che ben si adatta a simboleggiare una stella; il secondo è il fiume dell'oblio, le cui nebbie richiamano l'atmosfera del gigante gassoso.

## Storia delle osservazioni

### Scoperta
Il pianeta è stato scoperto con il metodo delle velocità radiali, grazie ad osservazioni condotte nel 2005 con lo strumento Exoplanet Tracker, prototipo della combinazione di un interferometro di Michelson con uno spettrografo, sviluppata dall'Università della Florida. Lo strumento è stato montato dal dicembre del 2004 al marzo del 2005 sul telescopio di 0,9 m della torre Coudé dell'osservatorio di Kitt Peak e nel mese di maggio del 2005 sull'adiacente telescopio da 2,1 m. Si trattava di una campagna osservativa volta a testare le capacità dello strumento nella rilevazione di pianeti dal periodo orbitale inferiore a 10 giorni, attorno a stelle nane di classe F, G o K con una magnitudine compresa tra 7,8 e 9. Lete è stato il primo pianeta scoperto con tale strumento.
La scoperta è stata confermata nel 2007 attraverso osservazioni compiute con lo spettrografo HARPS, installato presso l'osservatorio di La Silla, dell'ESO.

### Studi successivi
Lete non è un pianeta transiente, ma quando si trova in congiunzione superiore, il suo disco appare completamente illuminato dalla luce di Flegetonte se visto dalla Terra. Osservazioni condotte nel marzo del 2016 in tale configurazione con il Telescopio nazionale Galileo dell'osservatorio del Roque de los Muchachos, e in particolare con lo spettrografo GIANO, operante nell'infrarosso, hanno rilevato la presenza di acqua e metano nella sua atmosfera. Si è trattata della prima rilevazione del metano nell'atmosfera di un pianeta gioviano caldo.

## Caratteristiche
Lete orbita attorno a Flegetonte in poco meno di 4 giorni e 3 ore, ad una distanza pari a circa il 5% di quella media della Terra dal Sole. Lete dista da Flegetonte circa 19 volte la distanza che separa la Terra dalla Luna. Se il pianeta fosse in rotazione sincrona con la stella, potrebbe raggiungere una temperatura di equilibrio prossima ai 1150 K. Se viceversa non si fosse ancora stabilita tale situazione, la temperatura di equilibrio potrebbe essere compresa tra 800 e 1000 K. Il pianeta non è dunque nella zona abitabile di Flegetonte, che potrebbe estendersi tra 0,5 e 1,067 UA.
Con una massa minima di poco inferiore alla metà di quella di Giove, Lete appartiene alla classe dei giganti gassosi e più propriamente dei gioviani caldi.